# Regeringen Nygaardsvold
Regeringen Nygaardsvold var en norsk regering som tillträdde 20 mars 1935 och som var vid makten fram till 25 juni 1945 med Johan Nygaardsvold som Norges statsminister.
Efter den tyska invasionen av Norge 1940 och Elverumsfullmakten i april 1940, lämnade regeringen Norge tillsammans med kung Håkon VII och kronprins Olav den 7 juni 1940. Regeringen hade i exil sitt säte i London, men fram till april 1942 satt två av statsråden i Stockholm.
Exil-regeringen går också under namnet London-regeringen. Regeringen återvände till Norge den 31 maj 1945. Den 12 juni lämnade Nygaardsvold in sin avskedsansökan till kungen. Den 25 juni överlät regeringen Nygaardsvold makten till samlingsregeringen, som leddes av Einar Gerhardsen.